# Baron Ashcombe
Baronowie Ashcombe 1. kreacji (parostwo Zjednoczonego Królestwa)
- 1892–1917: George Cubitt, 1. baron Ashcombe
- 1917–1947: Henry Cubitt, 2. baron Ashcombe
- 1947–1962: Roland Calvert Cubitt, 3. baron Ashcombe
- 1962–2013: Henry Edward Cubitt, 4. baron Ashcombe
- od 2013:  Mark Edward Cubitt, 4. baron Ashcombe